# An der Trift 7 (Hannover)

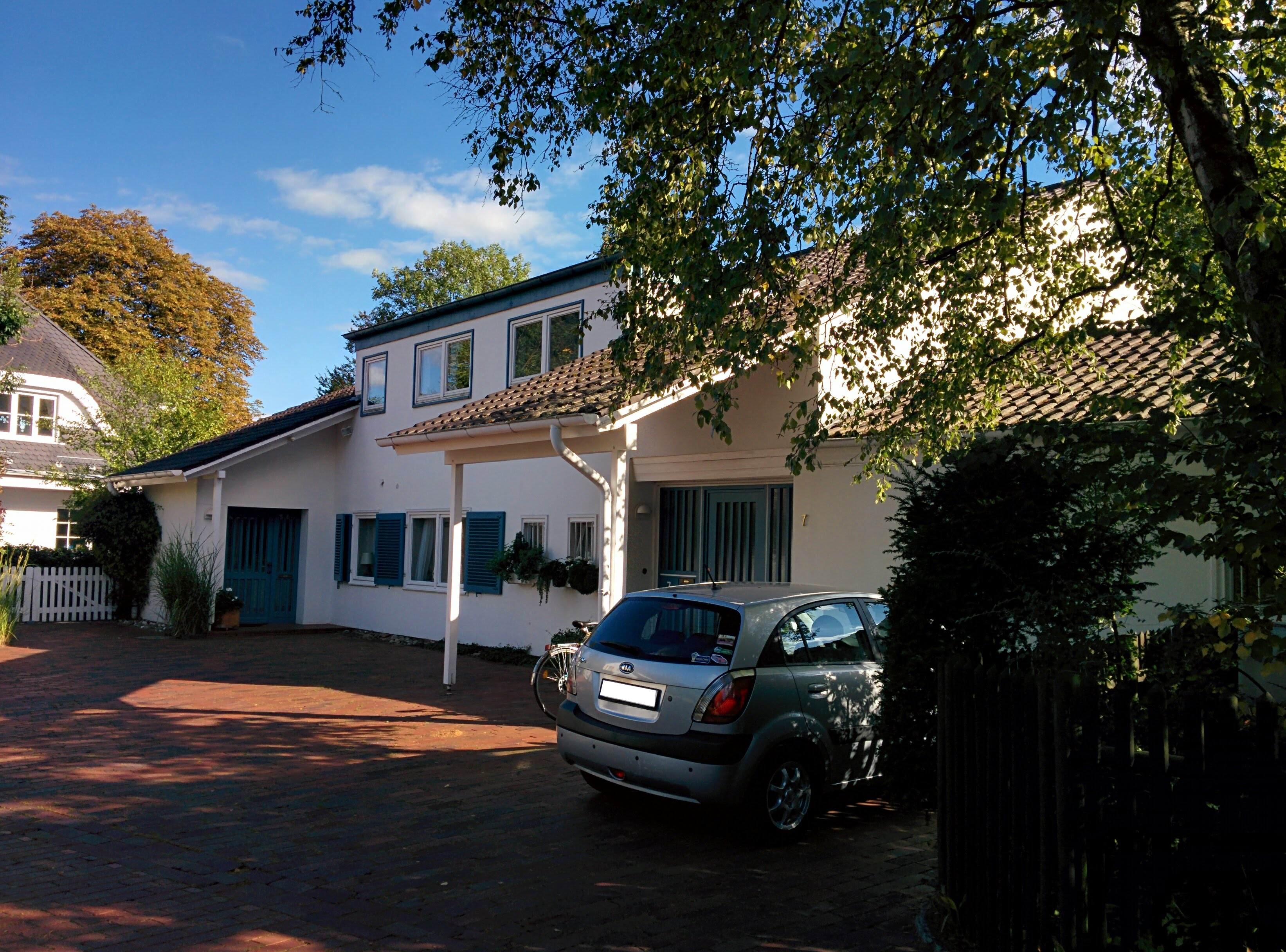
Das Gebäude

An der Trift 7 lautet die Adresse eines Einfamilienhauses in Hannover, Stadtteil Kirchrode. Das 1952 fertiggestellte und von einer bepflanzten Grünfläche umgebene Wohngebäude wurde für die Firma Kali Chemie als Bauherrin nach Plänen der Diplom-Ingenieurin und Architektin Goldschmidt errichtet.
1954 wurde das Gebäude mit dem Laves-Preis ausgezeichnet. Die Jury urteilte unter anderem:

„Klarheit und Strenge der Grundanlage und Durchbildung ergeben gleichwohl Freundlichkeit und Behaglichkeit gartenverbundenen Wohnens.“